# Svatý Primitiv
Svatý Primitiv (latinsky Primitivus) ( ? Lazio – 138 Tivoli) byl římský mučedník, dle katolického kalendáře spojený se svou matkou svatou Symforosou a dalšími šesti bratry.

## Život
Primitiv se narodil jako syn Symforosy a Getulia, který působil jako tribun v Římských legiích. Getulius následně na svoji funkci rezignoval a nechal se pokřtít. Za to mu poté římský císař Hadrianus nechal stít hlavu. Nedlouho po jeho smrti byla zatčena i jeho manželka Symforosa a jejich 7 synů, včetně Primitiva. Poté, co Symforosa odmítla obětovat římským božstvům, byla mučena a poté popravena. Její tělo bylo hozeno do řeky Aniene.
Následujícího dne císař povolal jejich sedm synů a pokusil se je přimět také obětovat bohům. Všichni odmítli a proto je nařídil přivázat k sedmi kůlům vztyčeným kolem Herkulova chrámu. Císař nařídil všech sedm mučit a nakonec je nechal probodnout mečem. Jejich těla byla hozena do hromadného hrobu v hlubokého příkopu na místě, které poté pohanští kněží nazývali Ad septem Biothanatos. Poté, co pronásledování Křesťanů ustalo, byla jejich mučednická těla křesťanskou komunitou vyjmuta z hrobu a pohřbena na vrchu u římské dálnice 14 km od Říma zvaném Via Tiburtina.

## Ostatky Primitiva
Dle pramenů Primitiv pomohl svou přímluvou 12 osobám, jedné k životu, 11 od nemocí. Jako světec byl v 2. století nebo 3. století pravděpodobně přesunut do monumentálních křesťanských Kalixtových katakomb v Římě.
V 17. století v rámci boje proti protestantskému obrazoborectví bylo Římskokatolickou církví rozhodnuto, že do zemí Evropy zasažených náboženskými válkami budou přemístěny ostatky řady antických světců. Ostatky přisuzovány právě Primitivovi byly v roce 1636 převezeny z Kalixtových katakomb do Brna. Olomouckým biskupem Františkem z Ditrichštejna byl spolu s dalším svatým Konstantinem prohlášen za brněnského patrona. Další relikvie Svatého Primitiva se od roku 1851 nachází v katolickém kostele svatého Davida františkánského řádu v obci Pantasaph v severním Walesu. Dnes se ostatky v Brně nachází v jezuitském kostele Panny Marie. Jeho umělecké ztvárnění se také nachází na sousoší sloupu Nejsvětější Trojice na brněnském Zelném trhu.

## Legenda
Údaje o existenci svaté Symforosy a jejích sedmi synech jsou obsaženy v Martyrologium Hieronymianum z druhé poloviny 5. století, avšak jména synů se v dalších pramenech liší. Primitiv je tedy součástí římského martyrologia jen zastoupeně. V některých pramenech je Primitiv udáván také jen jako společník svatého Getuilia. Mučednictví Primitiva nebylo zrušeno, avšak dne 14. února 1969 byl Primitiv spolu se svou matkou Symforosou a dalšími 6 bratry papežem Pavlem VI. odebrán ze všeobecného římského kalendáře z důvodu nedostatku důkazů o jejich životě a přílišnou podobností s umučením svaté Felicity Římské a jejich 7 synů taktéž v 2. století.